# اپتوید
اپتوید (به انگلیسی: Aptoide) یک فروشگاه مجازی برنامه‌های موبایل برای سیستم‌عامل اندروید است. در حال حاضر بیش از ۶۵۰۰۰۰ برنامه کاربردی، سرگرمی و بازی اندرویدی به رایگان از طریق اپتوید در دسترس است. برخلاف فروشگاه گوگل‌پلی، اپتوید از مدل فروشگاه غیرمتمرکز استفاده می‌کند که در آن هر کاربر می‌تواند فروشگاه مخصوص خود را ایجاد کند و برنامه‌های اندرویدی مورد نظر خود را در فروشگاه خود عرضه کند. درآمد حاصل از تبلیغات بین برنامه‌نویس و مالک اپ، ناشر و اپتوید تقسیم می‌شود. برای دانلود اپ‌ها کاربران نیازی به ثبت‌نام در اپتوید ندارند. ایده اولیه اپتوید از APT، یکی از برنامه‌های مدیریت بسته در سیستم‌عامل‌های لینوکس دبیان، الهام گرفته شده است که وقتی کاربر به دنبال برنامه‌ای خاص می‌گردد، سیستم مدیریت بسته منابع مختلف را جستجو می‌کند. اسم اپتوید از ترکیب دو واژه اپت (پکیج‌منجر دبیان) و اندروید گرفته شده است.

## تاریخچه
از نوامبر ۲۰۱۱ اپتوید کار خود را به طور رسمی در اروپا آغاز کرد. در می ۲۰۱۵ اپتوید اعلام کرد که برای ورود به بازار آسیا دفتر جدید خود را در سنگاپور افتتاح خواهد کرد. همچنین اپتوید دفتری در چین باز کرده است تا به بازار تولیدکننده‌های چینی گوشی‌های اندرویدی نزدیک‌تر باشد.
در سال ۲۰۱۳ اپتوید موفق به جلب سرمایه‌گذاری اولیه یک میلیون دلاری شد. در پایان سال ۲۰۱۵ اپتوید موفق به جلب سرمایه ۴ میلیون دلاری از سرمایه‌گذارهای بین‌المللی شد. به گفته مدیر اجرایی شرکت در مصاحبه با TechCrunch اپتوید تا پایان سال ۲۰۱۵ بیش از ۱۰۰ میلیون کاربر فعال داشته و برای سه سال پیاپی شرکت نرخ رشد سالانه ۱۰۰٪ را تجربه کرده است. اپتوید با بیش از ۶۰ اپراتور موبایل و تولیدکننده دستگاه‌های اندرویدی از جمله نوکیا و Jolla قرارداد همکاری دارد.
 بایگانی‌شده  در ۳ آوریل ۲۰۱۸ توسط Wayback MachineInstall Aptoide بایگانی‌شده  در ۳ آوریل ۲۰۱۸ توسط Wayback Machine

## توضیحات
اپتوید از طریق وب‌سایت یا برنامه اندرویدی اپتوید قابل دسترسی است. علاوه بر برنامه‌های موبایل و تبلت، اپتوید فروشگاه‌های ویژه اپ‌های کودکان، تلویزیون‌های هوشمند و اپ‌های واقعیت مجازی را شامل می‌شود. اپتوید از ۱۷ زبان مختلف از جمله فارسی پشتیبانی می‌کند.
برای نصب اپتوید کاربر می‌بایست فایل APK (فایل نصب اندرویدی) را از سایت اپتوید دریافت و نصب کند. برای این منظور گزینه نصب برنامه از ”منابع تاییدنشده” باید در تنظیمات اندروید دستگاه کاربر فعال باشد.
بنابه بند ۴٫۵ از شرایط توزیع اپ در گوگل‌پلی، برنامه‌های رقیب گوگل‌پلی در فروشگاه گوگل‌پلی عرضه نمی‌شوند که این بند شامل اپتوید و برنامه‌های مشابه از جمله برنامه اپ‌استور آمازون می‌شود.
اپتوید به صورت متن‌باز تولید می‌شود و کد اصلی از طریق GIT قابل دسترس است. بر خلاف گوگل‌پلی کاربران می‌توانند نه تنها آخرین ورژن بلکه ورژن‌های پایین‌تر از یک اپ را دانلود و نصب کنند.
کاربران می‌توانند فروشگاه خود را در اپتوید ایجاد کنند و اپ‌های مورد علاقه خود را عرضه کنند یا با دیگران به اشتراک بگذارند. فروشگاه‌ها می‌توانند عمومی یا خصوصی باشند. با ایجاد فروشگاه خصوصی کاربر می‌تواند از اپ‌های خود توسط اپ‌توید نسخه پشتیبان بگیرد.
علاوه بر شامل بودن اپ‌های موجود در گوگل‌پلی (مثل فیس‌بوک، واتزاپ، کلش او کلنز،...)، اپ‌هایی که توسط گوگل‌پلی عرضه نمی‌شوند را نیز می‌توان در اپ‌توید یافت (مثل اپ‌های دانلود یوتیوب و …).
نسخه کم حجم برنامه اپتوید برای کاربرانی که از ورژن‌های پایین‌تر اندروید، دستگاه‌های با کارایی پایین‌تر و سرعت اینترنت کمتر استفاده می‌کنند نیز به اسم اپتوید لایت (به انگلیسی: Aptoide Lite) عرضه شده است.

## رابط وب‌سرویس
ارتباط بین برنامه اپتوید و وب‌سرویس از طریق پروتکل ارتباطی XML صورت می‌گیرد. در زیر قسمتی از اطلاعات ارسالی نمایش داده شده است.
```
<apklst><version>
5
</version>

<repository>

<basepath>
http://mirror.apk10.aptoide.org/apks/10/aptoide-f63c6f2461f65f32b6d144d6d2ff982e/aptoidedev/
</basepath>

<appscount>
1
</appscount>

...
 
</repository>

<package>

<name>
Aptoide
</name>

...

</package>

```

## امنیت
اپتوید به صورت متن‌باز تولید می‌شود و کد اصلی برنامه در دسترس عموم است. همه برنامه‌های آپلود شده توسط آنتی‌ویروس‌های شناخته‌شده و مکانیزم‌های امنیتی داخلی اپتوید بررسی می‌شوند. همچنین امضای دیجیتال منحصر بفرد برنامه‌نویس اپ بررسی می‌شود تا از عدم تغییر در محتویات برنامه اطمینان حاصل شود. اپ‌هایی که بررسی‌های لازم را بگذرانند با نشان سبز رنگ به عنوان اپ‌های قابل اعتماد مشخص می‌شوند. اپ‌هایی که در هر قسمتی از فرایند بررسی امنیت اپ‌ها ناموفق باشند، با نشان‌های مرتبط نشان داده شده خطر موجود به کاربر گزارش می‌شود. همچنین کاربران می‌توانند اپ‌های مشکل‌دار را گزارش کنند.
هر کاربری در اپتوید می‌تواند فروشگاه مربوط به خود را ایجاد کند. فروشگاه پیش فرض اپتوید Apps Store نام دارد که همه اپ‌های موجود در آن از نظر امنیت بررسی شده‌اند و برچسب قابل اعتماد گرفته‌اند.